# Kithaur
Kithaur là một thị xã và là một nagar panchayat của quận Meerut thuộc bang Uttar Pradesh, Ấn Độ.

## Nhân khẩu
Theo điều tra dân số năm 2001 của Ấn Độ, Kithaur có dân số 23.510 người. Phái nam chiếm 52% tổng số dân và phái nữ chiếm 48%. Kithaur có tỷ lệ 42% biết đọc biết viết, thấp hơn tỷ lệ trung bình toàn quốc là 59,5%: tỷ lệ cho phái nam là 52%, và tỷ lệ cho phái nữ là 32%. Tại Kithaur, 21% dân số nhỏ hơn 6 tuổi.